# 沃克 (加利福尼亞州莫諾縣)
沃克（英語：Walker）是位於美國加利福尼亞州莫諾縣的一個人口普查指定地區。

## 地理
沃克的座標為38°30′54″N 119°28′37″W / 38.51500°N 119.47694°W，而該地最高點為海拔高度1647米（即5403英尺）。

## 人口
根據2010年美國人口普查的數據，沃克的面積為47.757平方千米，均為陸地。當地共有人口721人，而人口密度為每平方千米15人。